# American Arrogance
American Arrogance jest pierwszym albumem zespołu Flaw. Zespół wydał go bez wydawcy i rozpowszechniał na kasetach magnetofonowych.

## Lista utworów
1. "aY" – 2:46
2. "Disgusted" – 4:54
3. "Independence" – 4:52
4. "Reliance" – 5:09
5. "Riot" – 4:31
6. "Human Merchandise" – 8:09
7. "God Damn" – 6:00
8. "Inner Strength" – 3:54
9. "Anorexia" – 7:24
10. "Away" – 4:13
11. "Amendment" – 5:35
12. "Untitled" – 2:32